# Sko Wera-skylten

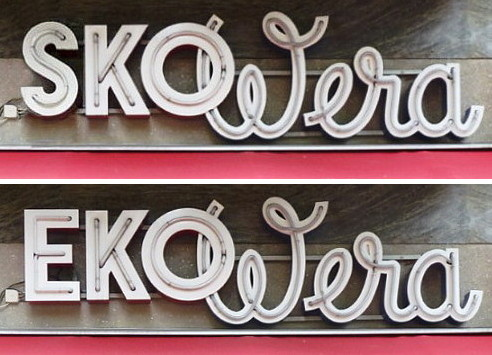
SKO Wera blir EKO Wera (fotomontage).

Sko Wera-skylten var en neonskylt för skoaffären SKO Wera, belägen vid Odengatan 92 i Vasastaden i Stockholm. Skylten sattes upp på 1950-talet och blev ett välkänt inslag i stadsbilden vid Odengatans västra del och trakten kring Vasaparken. År 2013 lades skobutiken ner och skylten behölls kvar men ändrades genom ett enkelt bokstavsbyte till Eko Wera när en hälsokostbutik flyttade in i lokalen. När butiken Eko Vera stängdes hösten 2016 togs skylten ned och såldes till en privatperson.

## Historik

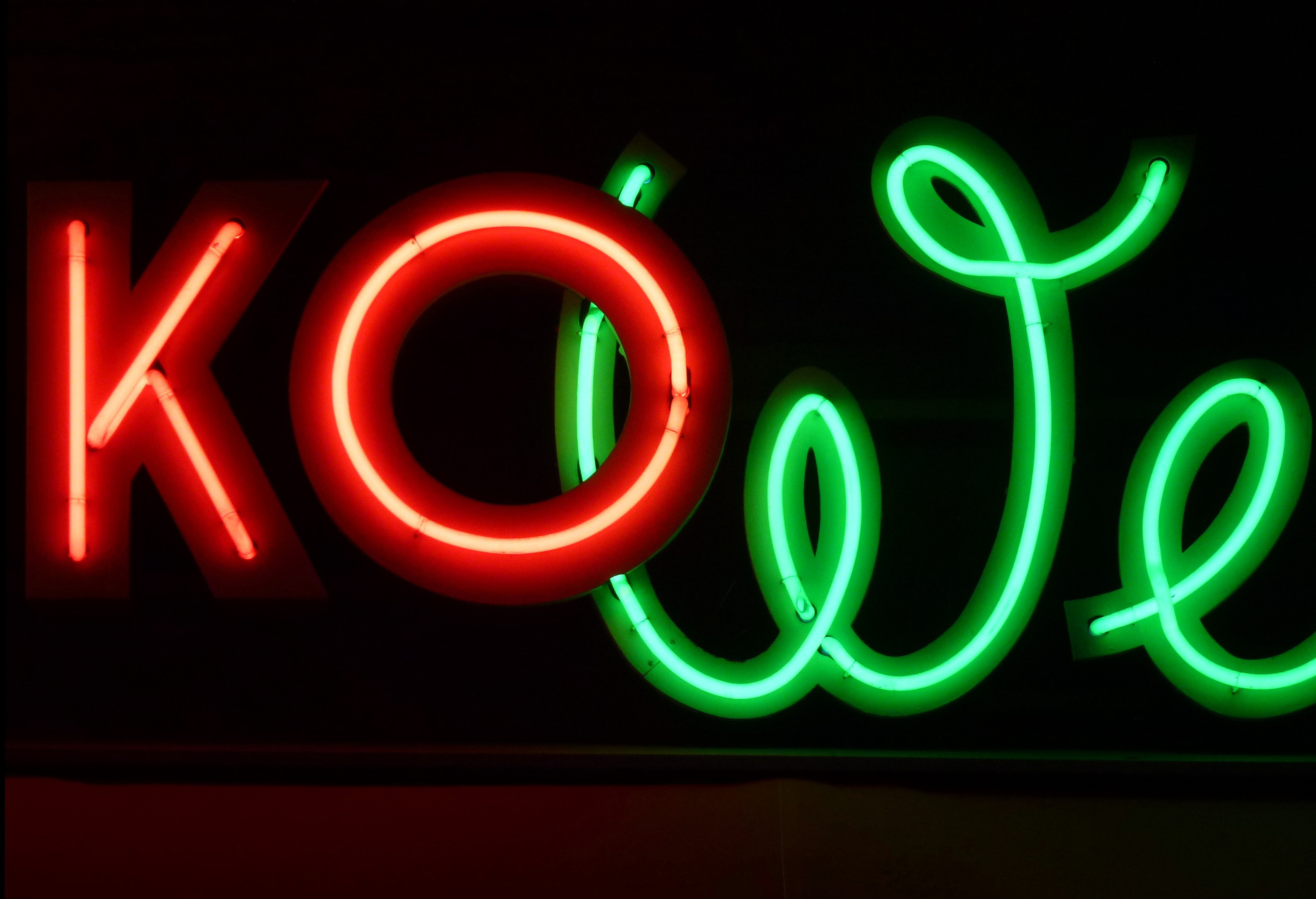
Detalj av den ursprungliga skylten.

Skylten fanns på fastigheten Kamelian 1 som uppfördes 1897-1898 efter ritningar av arkitekterna Fredrik Falkenberg och Sam Kjellberg. På 1950-talet övertogs en av butikerna i bottenvåningen av en skoaffär som redan före 1920 startade som Wera Skomagasinet med lokal i hörnet av Odengatan 63 (nuvarande 85) och Västmannagatan. Ägaren var på 1920-talet köpmannen Herman Israelson.Denna ”Wera” var ägarens första hustru. Senare övertogs affären av deras son, Roland Israelson. Han drev affären fram till mitten på 1980-talet då den såldes, I augusti 2013 stängde skobutiken för gott när ägarna Anna Kiluk och Horst Kamphausen gick i pension och en hälsokostbutik flyttade in.
Skylten bestod av två delar, dels en dubbelsidig, mindre skylt som är monterad rakt ut från fasaden och dels av huvudskylten över butikens entré och skyltfönster. Ordet ”SKO” återgavs i versaler med rödlysande neonrör och ordet ”Wera” var i skrivstil med grönlysande neonrör. Bokstäverna ”O” och ”W” överlappade varann och en grön neonslinga ramade in den mindre skylten. Tillverkare av båda skyltarna var Philips Neon. Skylten ingick i Stadsmuseets neonskyltsinventering från 1998. Den totalrenoverades av skyltföretaget Clarex år 2002 och utnämndes till Lysande skylt år 2015.

## Namnändring
När skoaffären stängdes befarades att ytterligare en av Stockholms klassiska neonskyltar skulle försvinna. Men den nya ägaren såg till att den bevarades och renoverades, dock med en liten förändring. För att passa den nya verksamheten som ekologisk hälsokostbutik byttes bokstaven ”S” mot ”E” och Sko Wera blev till Eko Wera. Skyltföretaget Clarex fick i uppdrag att ta fram original och producera samt slutligen montera nya neonbokstäver i samma modell och färg som ursprungsskylten år 2013. Även en del av den ursprungliga inredningen från skobutiken behölls.
Konceptet att återanvända kända neonskyltar och gamla firmanamn i annat sammanhang är en parallell till Olssons skor på Odengatan 41 där både skylt och namn övertogs av musikbaren Olssons Skor som 2009 flyttade in i lokalerna.

## Nedtagning
Hälsokostbutiken Eko Vera stängdes hösten 2016 och en gelateria (glassbar) som heter Snö öppnades våren 2017 i lokalen. I samband med att hälsokostbutiken stängdes togs Eko Wera-skylten ned och såldes till en privatperson.

## Bilder

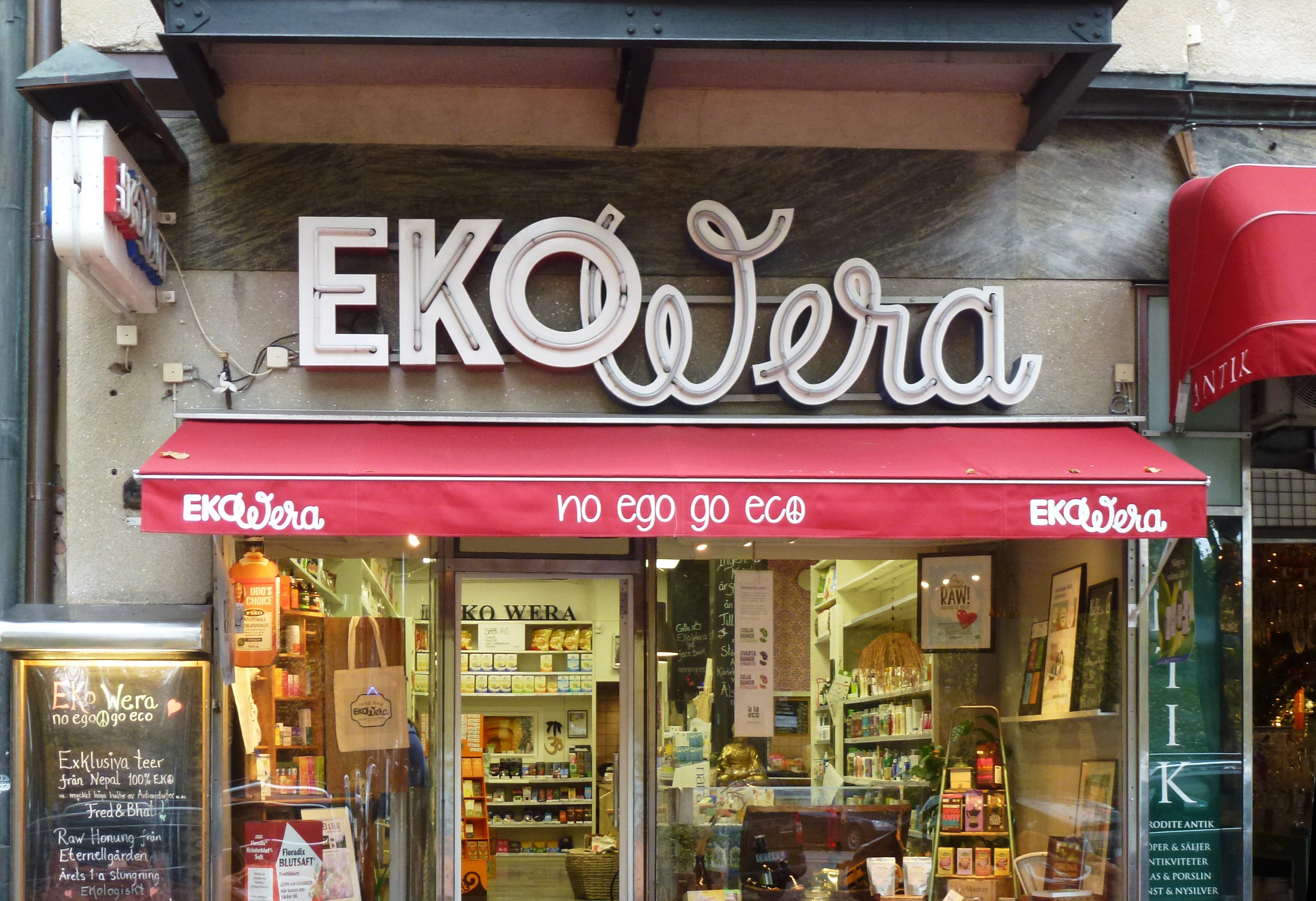
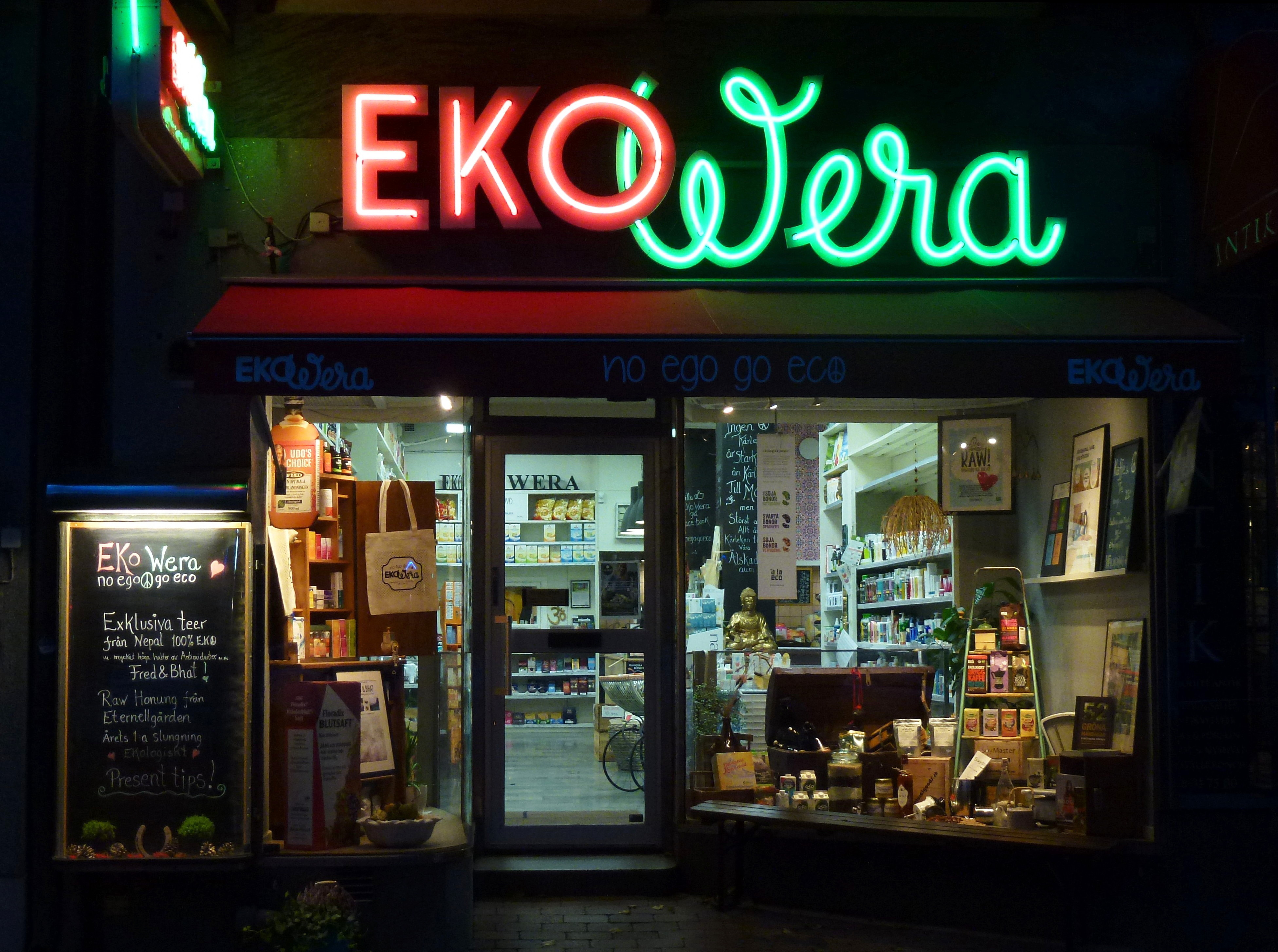
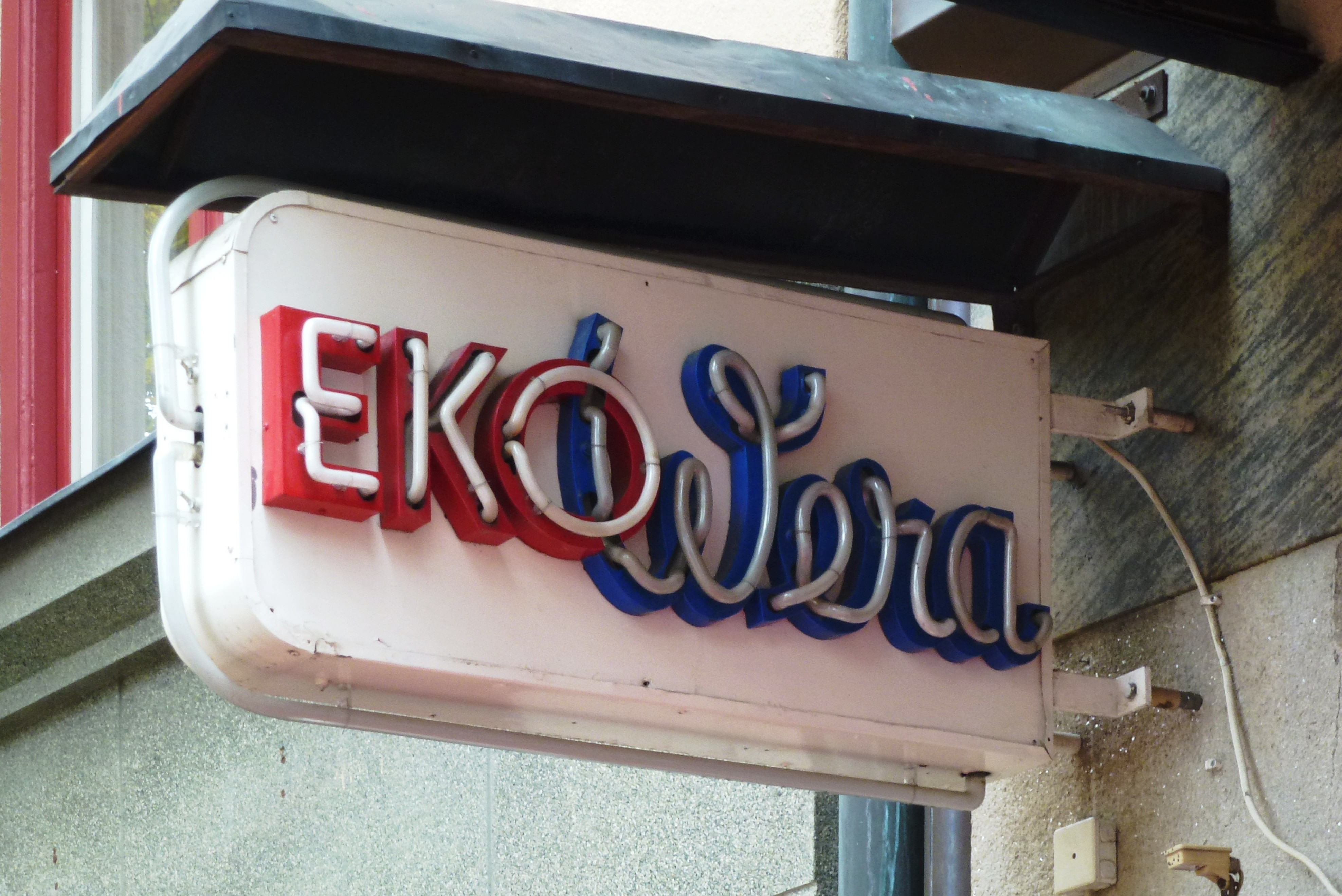
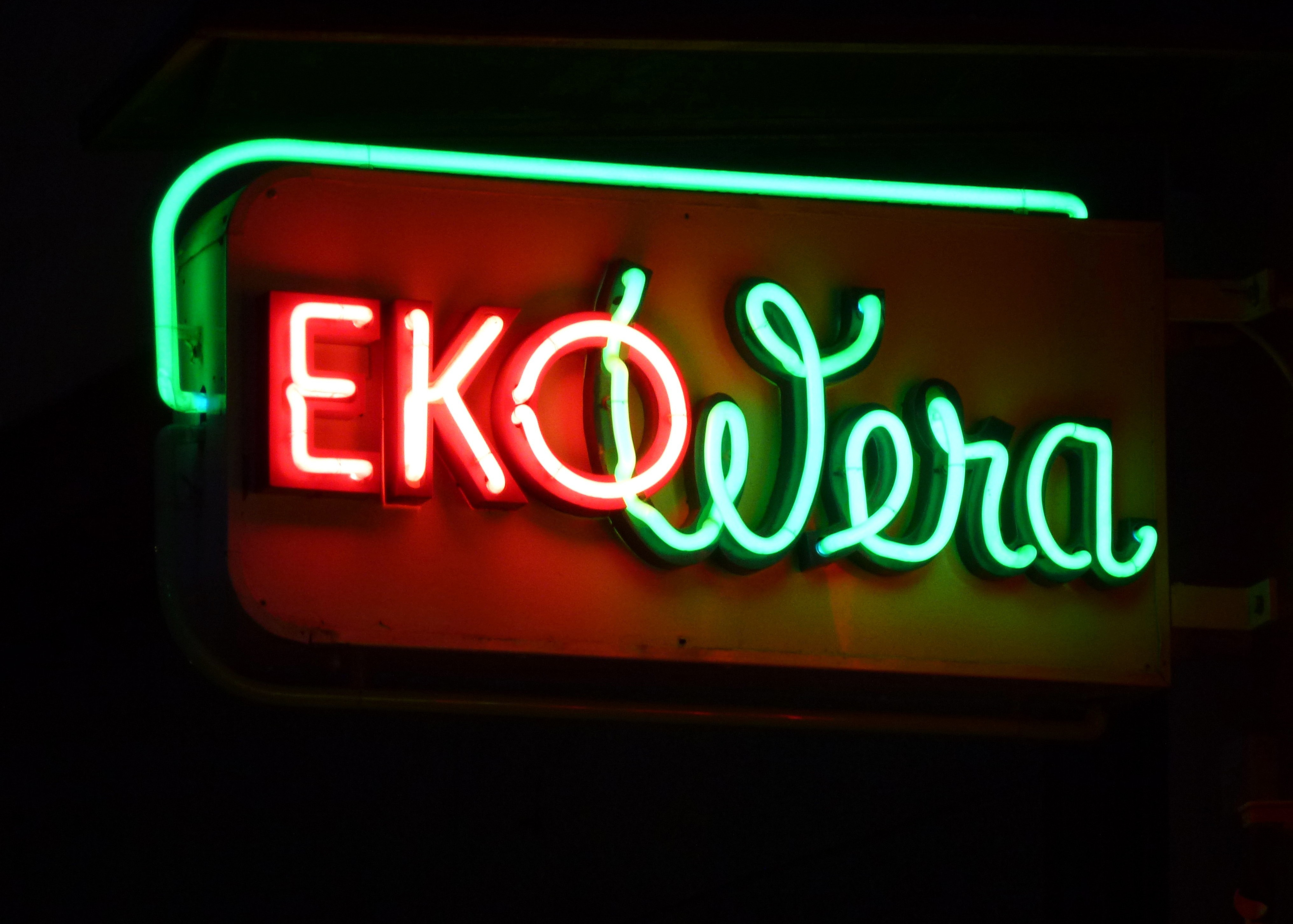